# 遠視美洲鱥
遠視美洲鱥（學名：Notropis telescopus），為輻鰭魚綱鯉形目雅羅魚科的其中一種，分布於北美洲美國維吉尼亞州、肯塔基州、田納西州和阿拉巴馬州田納西河和坎伯蘭河流域，本魚呈長橢圓形且側扁，眼大、口近下位，體色銀色，腹部銀白色，背部深灰色，尾鰭叉形，體長可達11.5公分，棲息在礫石底質，水流快速的溪流淺水處，繁殖期約在4至7月，雌魚在礫石灘產卵。